# 사우스투손

애리조나주에서 피머군과 사우스투손의 위치

사우스투손(영어: South Tucson)은 미국 애리조나주 피머군에 있는 도시이다. 투손에 둘러싸여 있으며, 면적은 2.6 km2에 불과하다. 히스패닉이 많이 거주하며, 특히 멕시코의 영향을 많이 받았다. 2005년 인구 통계에 따르면 5,562명이 살고 있다. 사우스 투손은 범죄율이 높은 위험한 도시로, 2006년에는 미국에서 가장 범죄율이 높은 것으로 알려졌던 캠던보다 범죄율이 높았다.
2000년 통계에 따르면, 5,490 명의 인구에, 1,810 세대와, 1,125 가족이 살고 있으며, 인구 밀도는 km2당 787.1 명이다. 인구 조사에서 주민 중 43.46%는 백인, 9.14%는 아메리카 원주민, 2.31%는 흑인, 0.40%는 아시아계, 0.05%는 태평양계, 41.24%는 그 밖의 인종, 3.39%는 기타 혼혈이라고 답했고, 전체 중 81.24%는 히스패닉(라티노)로 응답했다. 세대 수입의 평균치는 14,587달러, 중앙값은 17,614달러로 조사되었다. 개인당 평균 소득은 8,920달러로, 인구의 46.5%가 빈곤층에 속한다.
사우스 투손의 행정구역은 1940년 투손 남쪽 경계 지점에 설정되었으나, 이후 투손의 범위가 넓어지면서, 사우스투손은 투손에 둘러싸인 형태가 되었다. 사우스 투손은 주류 허가와 개 경주 허가를 위해 설립되었다.

## 인구
| 인구조사              | 인구  | Note  | %±     |
| --------------------- | ----- | ----- | ------ |
| 1940년                | 1,066 |       | —      |
| 1950년                | 2,364 |       | 121.8% |
| 1960년                | 7,004 |       | 196.3% |
| 1970년                | 6,220 |       | −11.2% |
| 1980년                | 6,554 |       | 5.4%   |
| 1990년                | 5,171 |       | −21.1% |
| 2000년                | 5,490 |       | 6.2%   |
| 2010년                | 5,652 |       | 3.0%   |
| 2019 (추산)           | 5,715 | [ 4 ] | 1.1%   |
| U.S. Decennial Census |       |       |        |